# Evangelische Kirche Lohfeld
Die Evangelische Kirche in Lohfeld, einem Stadtteil von Porta Westfalica ist eine Filialkirche der Evangelisch-Lutherischen Kirchengemeinde Hausberge, die dem Kirchenkreis Vlotho der Evangelischen Kirche von Westfalen angehört.

## Geschichte
Bis ins 20. Jahrhundert war das Dorf Lohfeld zwischen zwei Kirchengemeinden geteilt. Der westliche Teil gehörte zu Hausberge, der östliche zu Eisbergen. Seit 1965 bildet ganz Lohfeld einen Pfarrbezirk der Gemeinde Hausberge.
Gottesdienste fanden zunächst in dem nach Georg Niege benannten Gemeindehaus statt. Von 1983 bis 1984 wurde die Kirche gebaut.
Im Kirchturm befinden sich seit 1985 drei Glocken, die nach den  Christlichen Tugenden Glaube, Hoffnung und Liebe benannt wurden. Die Orgel stammt von Steinmann.